# Custe o Que Custar (segunda temporada)
A segunda temporada do programa de televisão humoristico brasileiro Custe o Que Custar (CQC) foi produzida pela Eyeworks-Cuatro Cabezas e teve exibição pela Rede Bandeirantes a partir de 9 de março de 2009, tendo seu último programa exibido em 28 de dezembro, como uma retrospectiva de fatos que ocorreram no programa ao longo do ano.

## Antecedentes e produção
Obtendo bastante êxito em sua primeira temporada (2008), sua segunda temporada foi garantida para o ano seguinte com previsão de novidades em conteúdo e em seu elenco, que passaria a contar com mais um integrante. As gravações recomeçaram em fevereiro. No mesmo mês, o elenco também foi para a Argentina gravar as novas vinhetas da atração.

## Exibição
Prevista para reestrear em 2 de março, a segunda temporada foi adiada por falta de conteúdo disponível, estreando somente no dia 9, com novo cenário e pacote gráfico. Ainda, o programa estreou novos quadros como o "Palavras Cruzadas", onde duas pessoas diferentes respondem as mesmas perguntas e o "Fala na Cara", onde as pessoas podem falar pessoalmente sobre o que pensa sobre determinado político.
Neste ano, o programa contou com uma edição especial sobre a Copa do Mundo de 2010, exibido fora de seu dia tradicional.

## Elenco

### 8º Integrante
Em julho, foi anunciado que seria realizado um concurso para escolher o oitavo integrante do programa. As inscrições foram abertas no dia 20 e oito dias depois, a Band já contabilizava 19 mil inscritos. Ao fim das inscrições, foram contabilizados 28 mil inscritos. Em agosto, uma lista com 34 pré-indicados foi revelada. Dos 34 escolhidos, 16 permaneceram na competição. Na edição seguinte, os participantes tiveram que responder um jogo de perguntas para permanecer entre os oito finalistas.
Os quatro finalistas selecionados - a humorista Carol Zoccoli, a atriz Monica Iozzi, o escritor Paulo de Carvalho (Paulão) e o humorista Rogério Morgado - disputaram a semifinal gravando matérias em duplas. Iozzi e Paulo gravaram na Virada Cultural de São Paulo, enquanto Morgado e Zoccoli gravaram no Prêmio Jovem Jornalista. Em votação aberta, o público escolheu Iozzi e Zoccoli para a final. Para a última votação, as finalistas gravaram reportagens individuais. A grande final foi realizada no dia 28 de setembro e elegeu Monica Iozzi com 52% dos votos, contra 48% de Carol Zoccoli.

## Repercussão
Em abril o programa levou o Troféu Imprensa de melhor programa humorístico de 2008.

### Audiência
Com o objetivo de manter o sucesso do ano anterior, a temporada de 2009 marcou 6 pontos, sendo 1 ponto maior que a média geral de 2008. Posteriormente, o programa registrou as suas maiores audiências em 9 de novembro (6,5 pontos de média com máxima de 9) - na exibição de matéria de Danilo Gentili em Assis (SP), onde foi detido -, e em 7 de dezembro (6 pontos de média com máxima de 10). A temporada de 2009 teve média geral de 5,9 pontos.

### Controvérsias

#### Pamela Butt
Ao chamar o quadro Palavras Cruzadas, em 23 de março, o apresentador Marcelo Tas se confundiu e chamou a atriz pornô Pamela Butt de prostituta. Tas se corrigiu, mas Pamela entrou com processo judicial contra o programa. A partir desta polêmica, o programa passou a ser gravado durante um período. Em 2010, o programa foi condenado à pagar uma indenização de R$ 153 mil à Pamela.

#### Agressões
Em 31 de outubro, Danilo Gentili foi detido pela polícia enquanto gravava seu quadro, o CQC Investiga, sobre a política de tolerância zero implantada na cidade de Assis contra a vadiagem. Na ocasião estava disfarçado de mendigo. Danilo foi algemado e levado até a delegacia por perturbação do sossego e desacato. O delegado de Assis entendeu que era tudo um mal entendido e liberou Gentili, que saiu com o dedo quebrado.